# 小出武
小出 武（こいで たけし、1907年4月24日 - 2007年1月6日）は日本の地理学者。
旧制東京文理科大学卒業。信濃教育会研究所主任、長野県立高校教諭、本州大学（現・長野大学）教授、1969年から1972年まで学長代行を務めた。理学博士（東京教育大学）。元長野県地理学会会長。勲四等旭日小綬章。

## 参考
- 「長野大学三十年誌」 1997年
- 「長野県人物・人材情報リスト」 日外アソシエーツ 2020年